# Masdevallia pinocchio
Masdevallia pinocchio là một loài thực vật có hoa trong họ Lan. Loài này được Luer & Andreetta mô tả khoa học đầu tiên năm 1978.